# Izooktan
Izooktan (2,2,4-trimetylopentan) – organiczny związek chemiczny, węglowodór należący do alkanów. Jest to rozgałęziony izomer oktanu.

## Właściwości
W warunkach standardowych jest to bezbarwna ciecz o gęstości 0,69 g/cm3, lepkości 0,50 mPa·s (w temp. 20 °C) i ciśnieniu pary 54,12 hPa (21 °C). Jest praktycznie bezwonny i nierozpuszczalny w wodzie (0,56 mg/l). Rozpuszcza się w rozpuszczalnikach organicznych (benzenie, eterze dimetylowym, słabo w etanolu). Łatwopalna. Z powietrzem tworzy mieszaninę wybuchową – dolna granica wybuchowości 1% (według innych źródeł 1,1%), górna granica wybuchowości 6%. Pary są cięższe od powietrza.

## Otrzymywanie
Jest otrzymywany przez dimeryzację izobutenu w środowisku kwaśnym i poprzez uwodornienie tak powstałego produktu lub przez addycję izobutanu do 2-metylopropenu.

## Zastosowania
Składnik benzyny i paliw silnikowych.  Ponieważ wykazuje stosunkowo niewielką skłonność do detonacji, przyjęto dla izooktanu liczbę oktanową równą 100. Jest stosowany w mieszaninie z heptanem jako paliwo wzorcowe do wyznaczania liczby oktanowej oraz jako dodatek do benzyny w celu podwyższenia liczby oktanowej.

## Działanie biologiczne
Izooktan działa szkodliwie na organizmy żywe. Zatrucie może nastąpić przez inhalację, drogą pokarmowa lub przez skórę. Opary mogą powodować podrażnienie spojówek, kaszel, duszności, pobudzenie psychoruchowe, senność. W dużych stężeniach wykazuje działanie psychoaktywne. W przypadku połknięcia mogą występować nudności, bóle brzucha, wymioty, biegunka. Zachłyśniecie może wywołać porażenie układu oddechowego i zatrzymanie akcji serca. Długotrwałe skażenie skóry wywołuje pęcherze. Częste narażenie na duże stężenia par izooktanu (powyżej 300 mg/m3) może wywołać problemy z układem nerwowym i zaburzenia pracy serca.

## Środki ostrożności
Z izooktanem należy postępować jak z benzyną. Przechowywać z dala od źródeł ognia, ciepła i wyładowań elektrostatycznych. W przypadku uwolnienia zebrać za pomocą sorbentów. Jako sorbent można zastosować, specjalne środki dostępne w handlu (używane przez służby ratownicze), piasek, popiół, węglan wapnia, ziemię okrzemkową, w ostateczności trociny lub szmaty. Stosunek masy sorbentów do masy izooktanu powinien wynosić 1:1. Po wchłonięciu izooktanu sorbent zebrać i przekazać do neutralizacji odpowiednim służbom.
Płonący izooktan należy gasić w aparacie tlenowym za pomocą  dwutlenku węgla, proszków gaśniczych, piany gaśniczej (średniej lub ciężkiej), prądów rozproszonych wody. Nie wolno bezpośrednio zalewać wodą gdyż izooktan unosi się na powierzchni wody – grozi to rozprzestrzenianiem się pożaru. W przypadku pożaru zbiorniki z izooktanem należy chłodzić rozpyloną wodą.